# Волокитино (Сумская область)
Волокитино (укр. Волокитине) — село в Волокитинском сельском совете, Путивльский район, Сумская область, Украина.
Является административным центром Волокитинского сельского совета, в который, кроме того, входят сёла Кочерги, Кубарево и Щербиновка.

## Географическое положение
Село Волокитино находится на правом берегу реки Эсмань в месте впадения её в реку Клевень, выше по течению на расстоянии в 2 км расположено село Кочерги, ниже по течению на расстоянии в 1 км расположено село Щербиновка, на противоположном берегу — сёла Кагань и Ротовка. Реки в этом месте извилистые, образует лиманы, старицы (Ржавка) и заболоченные озёра.

## История
Поблизости села Волокитино обнаружено городище, остатки поселения и курганный могильник северян (VIII—X веков).
В 1839 году А. М. Миклашевский построил в селе фабрику фарфоровых изделий.
В селе Волокитино была Покровская церковь (каменное церковное здание построено в 1857 году). Священнослужители Покровской церкви:
- 1843 — священник Яков Павловский;
- 1881 — священник Дмитрий Барановский;
- 1881 — диакон Иван Смеловский;
- 1898 — священник Иван Евреинов.

В селе 8 сентября 1941 года приняли боевое крещение командиры и курсанты Сумского артиллерийского училища. В своих мемуарах немецкий генерал Гудериан писал, что на реке Сейм его войска встретили упорное сопротивление русских юнкеров. Курсантский отряд стал серьёзной силой и воевал не так уж и плохо.
Население по переписи 2001 года составляло 515 человек.

## Экономика
- ООО «Элитасервис»;
- Фермерское хозяйство ООО «BiolBusiness».

## Объекты социальной сферы
- Музей истории.

## Достопримечательности

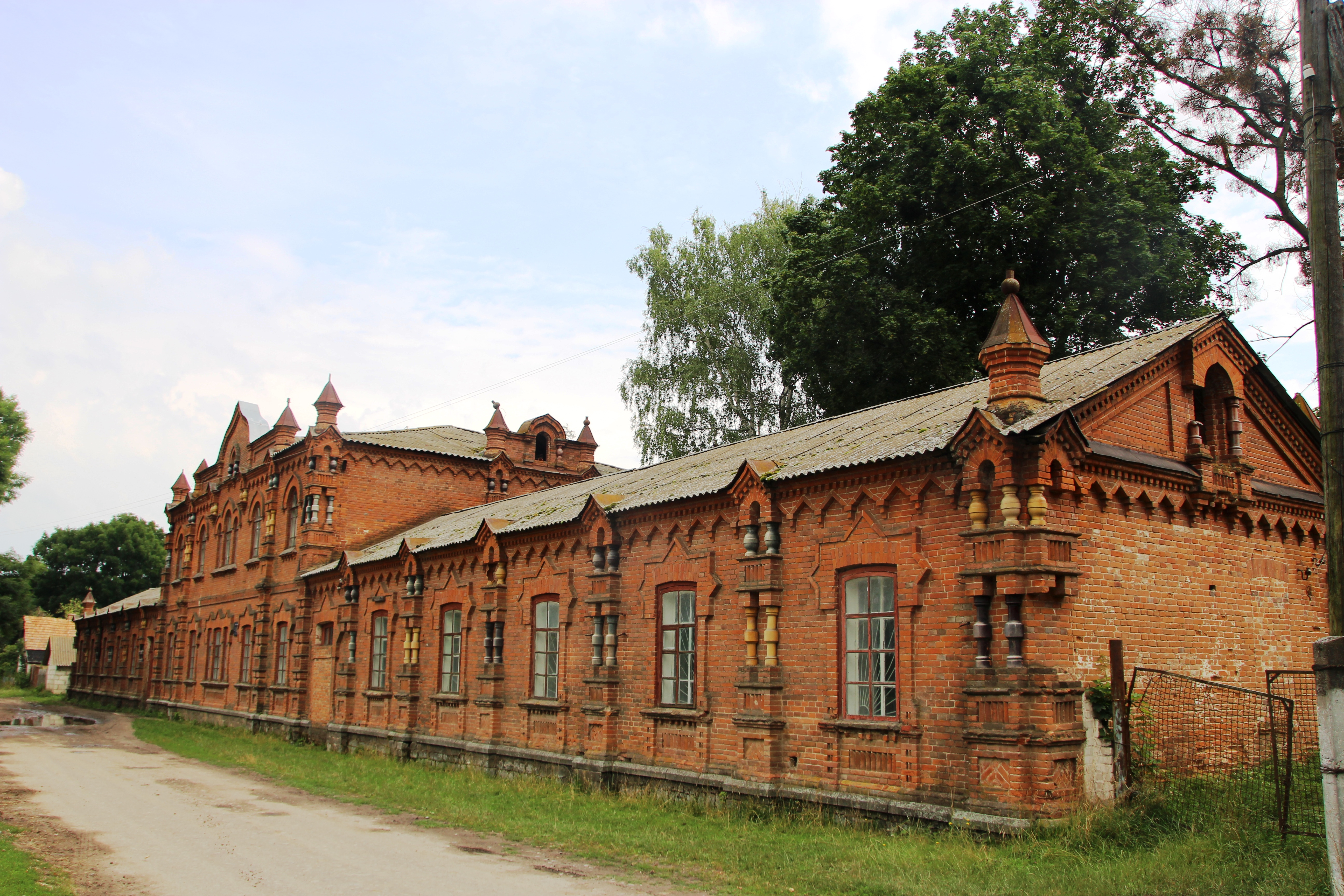
Бывшая школа

- Бывшая школаЗолотые ворота. Автор неизвестен, вторая половина XIX века. Мавританские ворота, открывавшие въезд на усадьбу помещика Миклашевского. Ворота состоят из трех частей: высокой центральной арки для проезда и двух боковых — для пешеходов. Верх ворот оформлен зубцами. Рядом с воротами возвышается зубчатая шестигранная башня[5].
- Памятный знак в честь курсантов Харьковского и Сумского военных училищ, на северо-запад от села, по дороге в город Путивль.
- Братская могила жертв фашизма и памятник воинам-землякам, центр села.

## Известные уроженцы
- П. А. Матющенко (1918—1945) — Герой Советского Союза.